# Axelsons Gymnastiska Institut
Axelsons Gymnastiska Institut är Skandinaviens äldsta och största komplementär- och alternativmedicinska skola. Skolan grundades 1962 av Hans Axelson. Institutet har skolor i Stockholm, Göteborg och Oslo.